# داگلس، نبراسکا
داگلس(به انگلیسی: Douglas) شهری در ایالت نبراسکا کشور ایالات متحده آمریکا است که جمعیت آن در سرشماری سال ۲۰۱۰ میلادی، ۱۷۳ نفر بوده‌است.